# Alimov
Alimov [alímov] je priimek več osebnosti (rusko Алы́мов).
- Aleksej Mihajlovič Alimov (1923—2009), sovjetski častnik, heroj Sovjetske zveze.
- Denis Alimov, ruski luger.
- Nikolaj Maksimovič Alimov (1890—1958), sovjetski general.
- Nikolaj Nikolajevič Alimov, sovjetski general.
- Peter Stepanovič Alimov (1901—1964), sovjetski general.
- Rufšan Alimov, akrobat
- Sergej Jakovljevič Alimov (1892—1948), ruski pesnik.